# Стулово (Богородський міський округ)
Сту́лово (рос. Стулово) — присілок у складі Богородського міського округу Московської області, Росія.

## Населення
Населення — 226 осіб (2010; 229 у 2002).
Національний склад (станом на 2002 рік):
- росіяни — 96 %